# Општина Шотриле (Прахова)
Шотриле (рум. Şotrile) општина је у Румунији у округу Прахова.
Oпштина се налази на надморској висини од 770 m.